# Petri Kettunen
Petri Kettunen (* 6. November 1970 in Finnland) ist ein ehemaliger finnischer Unihockeyspieler, -trainer und -funktionär. Als Spieler war er die meiste Zeit seiner Karriere bei Josba Jesnsuu aktiv, als Trainer war er während mehreren Jahren für die finnische und tschechische Nationalmannschaft tätig.

## Karriere

### Spieler
Kettunen hat als Spieler von 1990 bis 1999 und dann nochmals in der Saison 2001/02 insgesamt 210 Spiele in der Salibandyliiga (inkl. Playoffs) als Spieler bei Josba Joensuu gespielt. Zudem wurde er 31× für die Nationalmannschaft aufgeboten. Während seiner Karriere gewann er 1992 und 1994 die Meisterschaft.
In der Saison 1996/97 war er während einer Saison als Spielertrainer beim UHC Winterthur United engagiert.

### Trainerstationen
Kettunens Trainerkarriere begann in seiner Heimatstadt Joensuu. Dort agierte er während den Saisons 1991/92, 93/94 und 95/96 bei Josba Joensuu als Spielertrainer. Dabei gewann er in den Saisons 1991/92 sowie 93/94 zusammen mit seinem Team das Double aus Meisterschaft und Cup.
Danach wechselte er in der Saison 1996/97 in die Schweiz, wo er beim NLB-Verein UHC Winterthur United seinen ersten Job außerhalb Finnlands annahm. Dorthin ging er auch im Jahr 2000 zurück, als er beim UHC Alligator Malans als Assistenztrainer zum Staff von Kurt Berger gehörte. Malans wurde in dieser Saison Vizemeister.
Danach kehrte er nach Finnland zurück, wo er wiederholt wieder als Trainer bei seinem alten Verein Josba Joensuu engagiert war.
Im März 2009 wurde er schließlich vom finnischen Nationaltrainer Petteri Nykky zum Assistenztrainer der Finnischen Unihockeynationalmannschaft ernannt und gewann 2010 mit der finnischen Nationalauswahl an der Heim-WM in Helsinki die Goldmedaille. Wenige Monate danach wurde er zum Headcoach Finnlands ernannt. Als Cheftrainer Finnlands führte er die Mannschaft 2012 in der Schweiz und Unihockey-Weltmeisterschaften 2012 in der Schweiz und 2014 in Göteborg jeweils zur Silbermedaille. 2016 gewann seine Mannschaft an der WM in Riga ihren dritten Weltmeistertitel und wurde in der Folge vom finnischen Trainerverband Suomen Valmentajat zum besten Sporttrainer des Jahres gewählt.
Danach wechselte Kettunen 2017 als Cheftrainer zur Tschechischen Unihockeynationalmannschaft, als Assistenztrainer wählte er Radek Sikora und Milan Fridrich. Mit Tschechien wurde er beim ersten Wettbewerb, den World Games 2017 in Breslau, Vierter. Als sich dieses Resultat an der Heim-WM in Prag zwei Jahre später mit einer 2:4-Niederlage gegen die Schweiz wiederholte und die Nationalmannschaft damit das Ziel einer Medaille verpasste, wurde dies in der tschechischen Presse als Niederlage aufgefasst. Nachdem das Team alle drei Spiele der Euro Floorball Tour im November 2019 verloren hatte, verließen Kettunens Assistenten Pavel Brus (der Sikora ersetzte) und Milan Fridrich das Team. Da unter anderem auch der Captain Matěj Jendrišák sich zusammen mit weiteren Spielern wie Lukáš Veltšmíd weigerte, unter Kettunen weiter für die Nationalmannschaft zu spielen, musste dieser seine Trainerkarriere mit einem stark verjüngten Team fortführen. Mit diesem verjüngten Team konnte Kettunen jedoch reüssieren, so gelang den Tschechen an der Euro Floorball Tour im Oktober 2021 in Pilsen das erste Mal seit 2014 wieder Schweden und Finnland zu besiegen. Die gute Verfassung konnte das Team dann zwei Monate später an der WM in Helsinki bestätigen und mit einem Sieg im kleinen Finale gegen die Schweiz Bronze gewinnen. Kettunen erklärte nach diesem Erfolg seinen Rücktritt als Nationaltrainer und beendete damit seine Karriere im Unihockey.

### Unihockeyfunktionär
Kettunen arbeitete ebenfalls beim finnischen Unihockeyverband, wo er unter anderem als Sportdirektor wirkte.